# Limonium humile
Espèce
Limonium humile est une espèce de lavande de mer connue sous le nom commun de lavande de mer à fleurs laxistes. Elle est appelée communément petit statice également.